# Kalhor (Stamm)
Die Kalhor sind ein großer kurdischer Stamm im Westen Irans.
Der Schwerpunkt ihrer Siedlungsgebiete ist die Provinz Kermanschah. Daneben gibt es noch Kalhor in der Provinz Ilam, bei Saqqez, Sanandadsch und dem irakischen Dschamdschamāl. Die Kalhor sprechen Kelhuri, einen südkurdischen Dialekt, der nach ihnen benannt ist. Der größte Teil der Kalhor sind Schiiten, während ein kleiner Teil Anhänger der Ahl-e Haqq sind.
1849 bestand der Stamm aus 11.500 Familien und 1932 waren es immer noch um 10.000 Familien. Andere Angaben über die Größe des Stammes weichen stark ab, so bezifferte George N. Curzon die Zahl der Familien im Jahr 1889 mit 300.
Als nomadischer Stamm hatten die Kalhor ihre Winterquartiere bei Qasr-e Schirin, Kerend, Dira, Gilān and Sumār. Ihre Sommerquartiere waren bei Hārunābād and Mahidašt.

## Geschichte
Die Kalhor tauchen in dem Geschichtsbuch Scherefname aus dem 16. Jahrhundert auf. Dort bilden sie zusammen mit den Kurmandsch, Luren und Gorani das Volk der Kurden. Die Kalhor spielten zur Zeit der Safawiden und der späteren Zand-Prinzen eine wichtige Rolle in ihrer Region. So unterstützen sie Karim Khan-e Zand bei der Belagerung der Stadt Kermānschāh 1752. Als Karim Khan neuer Herrscher über Iran wurde, gingen die Kalhor im Gegensatz zu anderen Stämmen nicht mit Karim Khan nach Schiraz. Sie blieben in ihrem Gebiet und fungierten als Vorposten gegen die Osmanen.
Unter Dawud Khan beherrschten die Kalhor Anfang des 20. Jahrhunderts das Gebiet zwischen Kermanschah und der persisch-osmanischen Grenze. Nach Dawud Khans Tod 1912 verfiel die Macht der Kalhor stetig. Mitte des 20. Jahrhunderts wurden die meisten Kalhor durch die Politik des iranischen Schahs Reza Pahlavi sesshaft und der innere Zusammenhalt des Stammes wurde schwächer. Seit dieser Zeit werden sie im offiziellen Gebrauch auch Bāvandpur genannt.